# Dictyophyllaria dietschiana

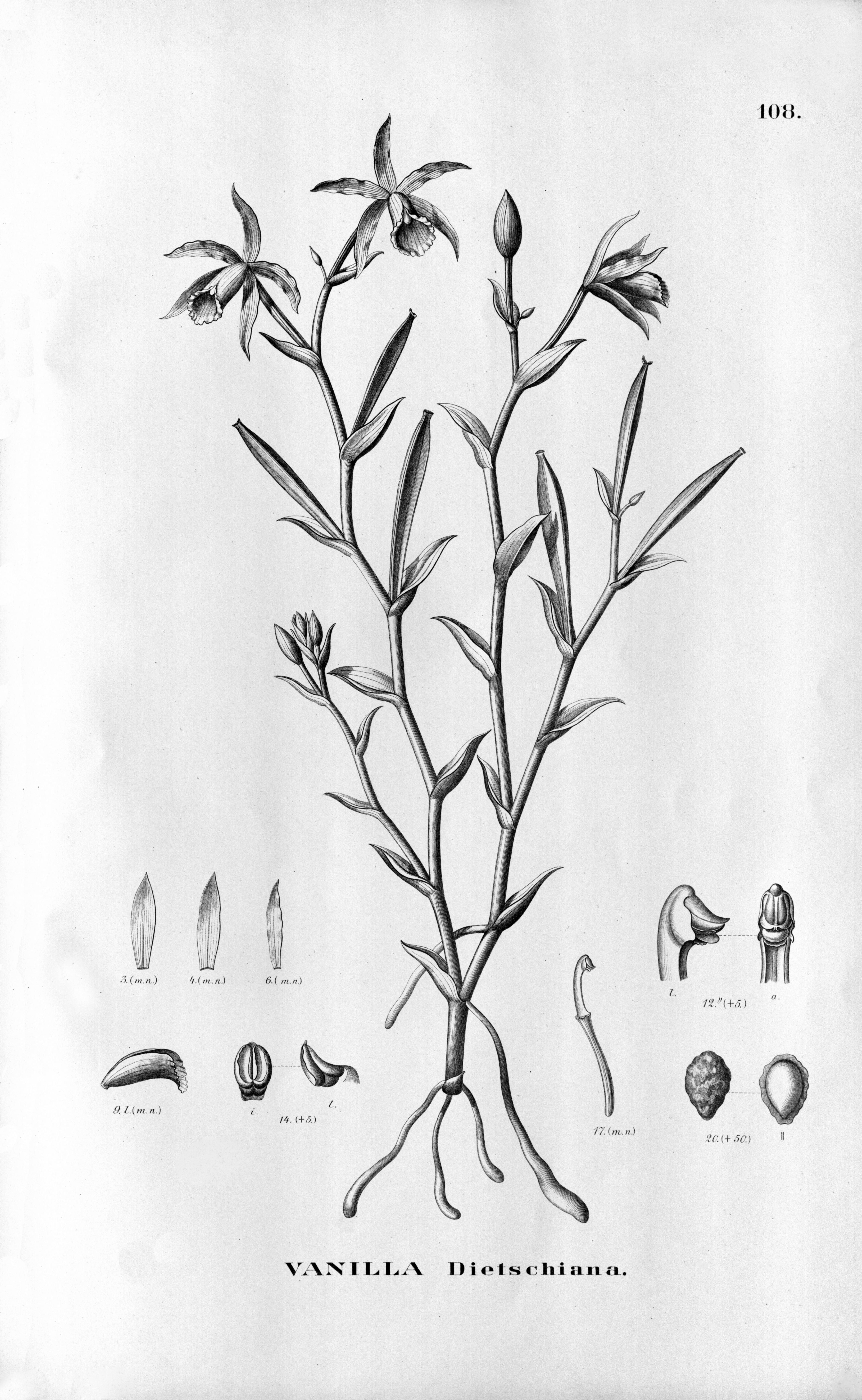
Zeichnung von Dictyophyllaria dietschiana aus Martius' „Flora Brasiliensis“

Dictyophyllaria dietschiana ist eine Pflanzenart aus der Familie der Orchideen (Orchidaceae). Es ist die einzige Art der Gattung Dictyophyllaria. Sie ist nur von wenigen Exemplaren aus dem Südosten Brasiliens bekannt.

## Beschreibung
Dictyophyllaria dietschiana sind krautige, terrestrisch wachsende Pflanzen, sie werden etwa 40 Zentimeter hoch. Aus einem verzweigten Rhizom entspringen die Wurzeln sowie die aufrechten, vielfach sympodial verzweigten Sprosse. Die Sprossachse ist biegsam und erreicht vier bis fünf Millimeter Durchmesser, die Knoten sind leicht verdickt. Die Blätter sind klein (drei Zentimeter lang, 1,5 Zentimeter breit), steif und leicht fleischig, dreieckig geformt und konkav gebogen. Sie sitzen ohne Blattstiel am Spross, den die Blattbasis halb umfasst, sie enden spitz oder etwas ausgezogen. Auf der Blattunterseite tritt die netzförmige Aderung hervor. Gelegentlich entspringt gegenüber einem Blatt eine Luftwurzel. Diese sind leicht keulenförmig, gelegentlich verzweigt, bis zu zehn Zentimeter lang.
Im oberen Bereich der Sprosse stehen die ein- bis dreiblütigen Blütenstände. Die Tragblätter ähneln den Laubblättern, sind aber etwas kleiner. Ein Blütenstiel ist kaum zu erkennen. Der Fruchtknoten ist schmal, 3,5 bis vier Zentimeter lang, längs mit zwei Rillen versehen, am oberen Ende mit einem Kranz kelchblattähnlicher Zähnchen (Calyculus) besetzt. Die resupinierten Blüten sind grünlich weiß, sie öffnen sich nicht weit, die Blütenblätter sind nicht miteinander verwachsen. Die Sepalen sind etwa 2,5 Zentimeter lang und 0,7 Zentimeter breit, länglich bis lanzettlich geformt, an der Basis etwas eingeschnürt, spitz endend, auf der Außenseite gekielt. Die Petalen sind ebenso lang wie die Sepalen und ähnlich geformt, etwas schmaler, leicht sichelförmig nach unten gebogen, die Ränder leicht gewellt. Sepalen und Petalen sind etwas konkav geformt. Die weiße Lippe misst 2,5 Zentimeter Länge und zwei Zentimeter Breite. Sie ist nicht mit der Säule verwachsen, an der Basis sind die Seiten der Lippe aber nach oben geschlagen und hüllen die Säule röhrenförmig ein. Der vordere Bereich der Lippe ist ausgebreitet, leicht nach unten geschlagen und am Rand gewellt und bildet mit ihr ein Nektarium. Der vordere Teil der Lippe ist rundlich, ausgebreitet, mit gewelltem Rand. Die Lippe ist mit zahlreichen längs verlaufenden gelben Leisten besetzt. Die Säule ist leicht gebogen, 1,8 Zentimeter lang, dünn, nach vorne zu leicht verdickt, im Querschnitt leicht dreieckig. Die Narbe ist leicht nierenförmig und liegt quer zur Säulenachse. Das Staubblatt ist gegenüber der Säulenachse hinabgebogen, zweikammrig, die beiden Pollinien sind von pudrig-körniger Textur. Die Kapselfrucht ist zylindrisch, bis zu sechs Zentimeter lang und aufrecht stehend. Zur Reife ist sie schwarz, sie öffnet sich nicht. Die Samen sind rundlich, etwa 0,3 Millimeter groß, glänzend schwarz und mit einer harten Samenschale versehen.

## Verbreitung
Dictyophyllaria dietschiana ist nur von wenigen Exemplaren bekannt. Ihr Lebensraum, der Regenwald im Südosten Brasiliens im Bundesstaat São Paulo, ist großflächig abgeholzt.

## Systematik und botanische Geschichte
Dictyophyllaria dietschiana wird innerhalb der Unterfamilie Vanilloideae in die Tribus Vanilleae eingeordnet. Die Verwandtschaftsbeziehungen zu anderen Gattungen sind unklar.
Dictyophyllaria dietschiana wurde 1903 von Gustavo Edwall als Vanilla dietschiana in Revista do Centro de Sciencias, Letras e Artes de Campinas Nr. 4, extr. Seite 192, tab. 2 erstbeschrieben. Garay stellte sie 1986 in Botanical Museum Leaflets Band 30, Teil 4, Seite 231 eine eigene Gattung Dictyophyllaria. Der Name Dictyophyllaria kommt vom griechischen δίκτιον diktyon, „Netz“ und φύλλον phyllarion, „Blatt“ und bezieht sich auf die netzförmig geaderten Blätter. Die Art wurde aber 2010 durch Emerson Ricardo Pansarin wieder in die Gattung Vanilla gestellt.

## Belege
Die Informationen dieses Artikels stammen überwiegend aus:
- Leslie A. Garay: Olim Vanillaceae. In: Botanical Museum Leaflets (Harvard University). Band 30, 1986, S. 231–232 (botanicus.org).
- Alec M. Pridgeon, Phillip Cribb, Mark W. Chase, Finn Rasmussen (Hrsg.): Genera Orchidacearum. Orchidoideae (Part 2). Vanilloideae. Band 3/2. Oxford University Press, New York und Oxford 2003, ISBN 0-19-850711-9, S. 304–306.
- Le Vanillier et la Vanille dans le Monde. In: Gilbert Bouriquet (Hrsg.): Encyclopédie Biologique. Band XLVI. Paul Lechevalier, Paris 1954.